# Mój syn
Mój syn (ros. Мой сын) – radziecki film niemy z 1928 roku w reżyserii Jewgienija Czerwiakowa.

## Fabuła
Dramat młodego strażaka (Giennadij Miczurin), którego zdradziła żona (Anna Sten). Żona wyznaje mężowi, że dziecko, które urodziła nie jest jego. Po tym wyznaniu, życie głównego bohatera całkowicie się zmienia.

## Obsada
- Anna Sten jako Olga Surina
- Giennadij Miczurin jako Andriej Surin
- Ludmiła Siemionowa jako sąsiadka Surinów
- Nikołaj Czerkasow jako Pat
- Boris Czirkow jako Pataszon
- Fiodor Nikitin